# Carlo Forlanini
Carlo Forlanini (ur. 11 czerwca 1847, zm. 26 maja 1918) – włoski lekarz internista. Profesor uniwersytetów w Pawii i Turynie. Jako pierwszy zastosował odmę sztuczną w leczeniu gruźlicy. Od 1894 metoda ta jest rozpowszechniona na świecie.